# 1. HMNL 2009./10.
1.HMNL 2009./10. je bila devetnaesta sezona najvišeg ranga hrvatskog malonogometnog prvenstva. Sudjelovalo je 14 momčadi, a prvak je postao Nacional iz Zagreba.

## Sustav natjecanja
Prvenstvo je odigrano u dva dijela: ligaškom i doigravanju. 

U ligaškom dijelu je sudjelovalo 14 momčadi koje su odigrale dvokružnim sustavom (26 kola). Po završetku lige osam najbolje plasiranih momčadi se plasiralo u doigravanje za prvaka koje se igralo na ispadanje (četvrtzavršnica, poluzavršnica, završnica). Kriterij za prolazak pojedine faze doigravanja je bilo da pobjednička momčad prva ostvari dvije pobjede. 

## Ljestvica prvenstva i rezultati doigravanja

### Ljestvica
| poz. | klub                         | ut. | poz. | rem. | por. | po.g | pr.g | gr  | bod | 2. dio sezone         |
| ---- | ---------------------------- | --- | ---- | ---- | ---- | ---- | ---- | --- | --- | --------------------- |
| 1.   | Nacional Zagreb              | 26  | 23   | 0    | 3    | 121  | 46   | 75  | 69  | doigravanje za prvaka |
| 2.   | Split Brodosplit Inženjering | 26  | 17   | 0    | 9    | 106  | 86   | 20  | 51  | doigravanje za prvaka |
| 3.   | Inero Split                  | 26  | 15   | 4    | 7    | 99   | 99   | 0   | 49  | doigravanje za prvaka |
| 4.   | Kijevo Knin                  | 26  | 14   | 4    | 8    | 79   | 58   | 21  | 46  | doigravanje za prvaka |
| 5.   | BBS Novi Marof               | 26  | 12   | 3    | 11   | 77   | 67   | 10  | 39  | doigravanje za prvaka |
| 6.   | Uspinjača Zagreb             | 26  | 11   | 4    | 11   | 105  | 86   | 19  | 37  | doigravanje za prvaka |
| 7.   | Potpićan 98                  | 26  | 10   | 7    | 9    | 81   | 79   | 2   | 37  | doigravanje za prvaka |
| 8.   | Bitumina Muć                 | 26  | 11   | 3    | 12   | 78   | 78   | 0   | 36  | doigravanje za prvaka |
| 9.   | Renault Auto Krešo Krapina   | 26  | 10   | 5    | 11   | 99   | 98   | 1   | 35  |                       |
| 10.  | Torcida Tromont Split        | 26  | 10   | 3    | 13   | 76   | 100  | -24 | 33  |                       |
| 11.  | Vrgorac Pivac                | 26  | 8    | 5    | 13   | 98   | 99   | -1  | 29  |                       |
| 12.  | Mejaši Split                 | 26  | 8    | 3    | 15   | 79   | 95   | -16 | 27  |                       |
| 13.  | Skripta Osijek               | 26  | 7    | 2    | 17   | 81   | 116  | -35 | 23  |                       |
| 14.  | Petrinjčica Petrinja         | 26  | 3    | 3    | 20   | 63   | 135  | -72 | 12  |                       |

### Doigravanje za prvaka
| faza                                                                                           | 1.klub                       | 2.klub                       | rezultati                  |
| ---------------------------------------------------------------------------------------------- | ---------------------------- | ---------------------------- | -------------------------- |
| četvrtzavršnica                                                                                | Nacional Zagreb              | Bitumina Muć                 | 5:1*, 5:3                  |
| četvrtzavršnica                                                                                | Split Brodosplit Inženjering | Potpićan 98                  | 4:3*, 3:5, 6:4*            |
| četvrtzavršnica                                                                                | Inero Split                  | Uspinjača Zagreb             | 6:2*, 2:7, 3:4p*           |
| četvrtzavršnica                                                                                | Kijevo Knin                  | BBS Novi Marof               | 3:0*, 4:4p (8:7 pen)       |
| poluzavršnica                                                                                  | Nacional Zagreb              | Kijevo Knin                  | 3:1*, 4:2                  |
| poluzavršnica                                                                                  | Split Brodosplit Inženjering | Uspinjača Zagreb             | 5:5p (3:0 pen)*, 2:5p, 7:4 |
| završnica                                                                                      | Nacional Zagreb              | Split Brodosplit Inženjering | 3:1*, 5:2p                 |
|                                                                                                |                              |                              |                            |
| * domaća utakmica za 1.klub p - rezultat nakon produžetaka pen - raspucavanje kaznenih udaraca |                              |                              |                            |

## Poveznice
- Druga hrvatska malonogometna liga 2009./10.
- Hrvatski malonogometni kup 2009./10.